# Анри дьо Сен-Симон
Клод Анри дьо Рувроа, граф дьо Сен-Симон (на френски: Claude Henri de Rouvroy, comte de Saint-Simon) е роден на 17 октомври 1760 година в град Париж. Определят го като първия теоретик на индустриалното общество. Представител е на западноевропейския критичен утопичен социализъм.
Главен обект на неговите изследвания става производителят, индустриал. С термина „индустриал“ Сен-Симон определя всички, които се трудят, творят и организират. За него индустриализмът може да се определи като обществено-историческа необходимост. Трябва напълно да се разгърнат силите на науката и развитието на производството. Той запазва частната собственост, стига да бъде ограничена и отменя привилегиите по рождение. Сен-Симон защитава трудовия народ, като го определя като най-страдащата класа.
Животът му е бил изпълнен с обрати и противоречия, поради което някои негови изследователи смятат, че той е изживял „четири живота“:
- живота на аристократа
- живота на интелектуалеца и санкюлота
- живота на мислителя
- посмъртния живот на Сен-Симон

Преимущества, недостатъци и управление на новия индустриален строй:
1. Преимущества:
- Производство на необходими и полезни вещи за благосъстоянието на всички хора.
- Разпределението на обществото е според труда, а собствениците на капитала получават полагащата им се печалба
- Ликвидиране на потисничеството и експлоатацията.
- Подобряване на живота на работническата класа.

2. Недостатъци:
- Сен-Симон критикува промишлениците, за това че пренебрегват своето превъзходство като класа като * се стремят да преминат в класата на аристократите.
- Банкерите дават кредити на правителствата като по този начин се удължава времето на подчинение на промишлената класа.

Основна цел на неговите изследвания: най-пълно подобряване на материалното и физическото съществуване на най-многобройната и най-бедната класа.
Сен-Симон умира на 19 май 1825 година.

## Творби
По-известни негови произведения:
- Lettres d'un habitant de Genève à ses contemporains (1803, „Писма на един гражданин на Женева до неговите съвременници“)
Писмо на един гражданин на Женева до неговите съвременници. София: Партиздат, 1972, 304 стр.
- L'Industrie (1816 – 1817, „Бегъл поглед върху политическата история на индустрията“)
- Le Politique (1819, „За общественото устройство“)
- L'Organisateur (1819 – 1820)
- Du système industriel (1822, „Промишлената система“)
- Catéchisme des industriels (1823 – 1824, „Катехизис на промишлениците“)
- Nouveau Christianisme (1825, „Новото християнство“)